# Porphyria cutanea tarda
Die Porphyria cutanea tarda (kurz PCT) ist eine Stoffwechselerkrankung aus der Gruppe der Porphyrien. Porphyrien werden durch abnormale Synthese des roten Blutfarbstoffs (Hämoglobin) verursacht. Diese Erkrankung geht mit Leber- und Hautveränderungen einher und ist bisher nicht kausal heilbar. Derzeit existieren verschiedene Therapieansätze.

## Epidemiologie
Porphyria cutanea tarda ist die häufigste Erkrankung aus der Gruppe der Porphyrien. Etwa 1 aus 10.000 bis 1 aus 25.000 Menschen ist erkrankt. Damit zählt diese Krankheit zu den selteneren Erkrankungen. Männer erkranken im Vergleich zu Frauen häufiger. Bei Erstdiagnose ist die Mehrzahl der Patienten etwa 40 Jahre alt.

## Klassifikation

### Typ 1 – Sporadische Form
Die sporadische (nicht vererbte) Form dieser Erkrankung ist die häufigste Unterform (etwa 80 % der Fälle). Die Spiegel des Enzyms Uroporphyrinogen-Decarboxylase sind normal, aber die Aktivität des Enzyms in der Leber ist durch Hemmstoffe (Inhibitoren) vermindert. Mögliche Faktoren dafür sind meist übermäßiger Alkoholkonsum, können aber auch Rauchen, Infektionen mit Hepatitis C oder HIV/AIDS, Östrogen (hormonelle Kontrazeption; „die Pille“), chlorierte Kohlenwasserstoffe oder hereditäre Hämochromatose sein.

### Typ 2 – Angeborene Form
Die angeborene Form entsteht durch einen genetischen Defekt (sog. Mutation) im Gen des Enzyms Uroporphyrinogen-Decarboxylase auf Chromosom 1 (etwa 20 % der Fälle). Dieser Gendefekt wird autosomal-dominant vererbt. Dadurch kommt es zu einer Herabsetzung der Enzymaktivität in allen Körperzellen. Dies allein führt nicht zum  Auftreten der Erkrankung. Weitere Faktoren (Alkohol, Rauchen, Hepatitis, Östrogen) sind dazu typischerweise notwendig. Dies erklärt warum viele Patienten trotz Mutation keine Symptome haben oder diese erst ab dem 40. Lebensjahr bekommen.

### Typ 3 – Andere Formen
In seltenen Ausnahmen (<1 % der Fälle) sind mehrere Mitglieder einer Familie betroffen, obwohl keine Mutation im Gen für Uroporphyrinogen-Decarboxylase nachgewiesen werden kann. Dies deutet auf Mutationen in anderen Genen hin, die aber bisher nicht ausreichend geklärt wurden.

## Pathogenese
Bei der PCT handelt es sich um eine Synthesestörung von Häm, welches ein Bestandteil des roten Blutfarbstoffes Hämoglobin ist. Die Uroporphyrinogen-Decarboxylase  ist das fünfte Enzym in der Biosynthesesequenz des Häms. Es katalysiert die Decarboxylierung des Uroporphyrinogen III zu Coproporphyrinogen III. Dies ist der letzte im Zytosol der Leberzelle ablaufende Prozess, bevor die Fertigstellung des Häms in den Mitochondrien vonstattengeht. Eine Funktionsstörung oder eine zu geringe Menge dieses Enzyms führt zu einem Aufstau der Häm-Zwischenprodukte. Diese sogenannten Porphyrine lagern sich dann in verschiedenen Geweben ab und verursachen entsprechende Krankheitssymptome. Betroffen sind bei der PCT hauptsächlich Leber und Haut.

## Hepato-erythropoetische Porphyrie (HEP)
Die HEP ist eine schwerer verlaufende, homozygote Form der PCT. Die Symptome können leicht mit der kongenitalen erythropoetischen Porphyrie (Morbus Günther) verwechselt werden, auch hier kann es zu Entstellungen an den dem Licht ausgesetzten Arealen kommen (Verlust von Nase, Lippen, Ohrmuscheln und Fingerteilen, Erblindung). Neben den Stoffwechselprodukten, die man bei einer PCT findet, ist zusätzlich der Wert für Zink-Protoporphyrin in den Erythrozyten erhöht.

## Symptomatik
Im Unterschied zu den anderen hepatischen Porphyrien verläuft die PCT chronisch und ohne neurologische Symptomatik. Der Verlauf und die Ausprägung sind sehr variabel, so kann die Ausscheidung von Porphyrin im Harn das einzige Symptom der Erkrankung sein. Weitere typische Symptome sind:
- Haut: Die Lichtempfindlichkeit (Photosensibilität) der Haut ist das zentrale Symptom der Erkrankung. Die PCT hat somit den Charakter einer Photodermatose. Durch UV-Einstrahlung bilden sich an der Sonne ausgesetzten Stellen, wie Gesicht, Handrücken oder Beine, aufgrund der dortigen Porphyrineinlagerungen flüssigkeitsgefüllte Bläschen (Vesikel) und Blasen (Bullae). Die Haut ist äußerst brüchig. Minimale Traumata können zur Entstehung dieser Blasen führen. Parallel dazu, zeitlich etwas versetzt, entstehen auf der Haut kleine, weiße, zystische Herde, sogenannte Milien. Die oftmals verletzte Haut der PCT-Patienten hat geringes Selbstheilungspotential und ist somit ständig einer Infektionsgefahr ausgesetzt. Weitere Hautsymptome sind Pigmentverschiebungen (Hyper- und Hypopigmentierungen), verstärkte Lanugobehaarung (Hypertrichose), livid bis bräunliche Gesichtsfarbe sowie Verdickung, Vernarbung und Kalzifizierung der Haut.

- Leber: Die Porphyrineinlagerungen führen zu einer Lebervergrößerung (Hepatomegalie) und Leberfunktionsstörung. Die Laborwerte zeigen eine Erhöhung der Transaminasen. Wie bei jeder chronischen Leberschädigung ist bei der PCT das Risiko für die Entstehung von Leberkrebs (hepatozelluläres Karzinom) deutlich erhöht.

- Urin: Der Harn kann durch die Porphyrinausscheidung rosa bis braun verfärbt sein.

## Diagnose
Man findet erhöhte Porphyrinspiegel in Blutplasma, Urin und Stuhl. Die frühen Zwischenprodukte der Häm-Synthese sind nicht oder nur leicht erhöht (ALA, PBG sind im Wesentlichen normal). Anfallende Zwischenprodukte sind Uroporphyrin I und 7-Carboxylat-Porphyrin sowie Isocoproporphyrin. Die beiden ersten finden sich in Urin und Blutplasma, das dritte hauptsächlich im Stuhl. Der Anstieg des Isocoproporphyrins deutet sehr spezifisch auf einen hepatischen Defekt der Uroporphyrinogen-Decarboxylase hin.

## Therapie
- Das alleinige Weglassen der Noxen (Alkohol, Nikotin, Eisen, Östrogen, verschiedene Medikamente) kann bei manchen Patienten die Symptomatik verbessern und unter Umständen völlig verschwinden lassen.

- Sollte dies nicht ausreichen, empfiehlt sich ein Aderlass (Phlebotomie). Einmal alle ein bis zwei Wochen wird eine Blutmenge von etwa 500 ml abgelassen, dies führt zu einer Verringerung des Lebereisens und somit zum Wegfall eines wichtigen Triggers. Nach fünf bis sechs Sitzungen kommt es meist zu einer spürbaren Symptombesserung. Auch schützt der Aderlass gegen Rezidive der Erkrankung. Es bedarf einer genauen Kontrolle des Serumhämoglobins und Serumferritins, um sideropenische Komplikationen (Eisenmangelanämie) zu vermeiden.

- Zu achten ist auf Schutz vor Sonnenlicht (Meiden der Sonne, Schutzbekleidung, Sonnencreme mit hohem Lichtschutzfaktor).

- Schwere Verläufe werden mit niedrig dosiertem Chloroquin (beispielsweise 125 mg zweimal wöchentlich) behandelt. Eine Überdosierung kann jedoch die Situation gefährlich verschlimmern. Chloroquin (ursprünglich zur Behandlung der Malaria gedacht) bildet mit Porphyrinen Komplexe, die über die Nieren ausgeschieden werden. Eine gute Nierenfunktion ist daher Voraussetzung für diese Therapieoption. Regelmäßige augenärztliche Kontrollen sollten erfolgen.

- Patienten, die neben der PCT an schwerer Niereninsuffizienz leiden, werden mit EPO (Erythropoetin) behandelt.

- Ferner sollte, zur Früherkennung von etwaigen Schäden, eine regelmäßige Bildgebung der Leber erwogen werden.[8]